# Tsarevska Reka
Tsarevska Reka (bulgariska: Царевска Река) är ett vattendrag i Bulgarien.   Det ligger i regionen Blagoevgrad, i den sydvästra delen av landet, 120 km söder om huvudstaden Sofia.
Trakten runt Tsarevska Reka består i huvudsak av gräsmarker. Runt Tsarevska Reka är det ganska glesbefolkat, med 42 invånare per kvadratkilometer.